# Jezero (BiH)
Jezero je naseljeno mjesto i općina u Bosni i Hercegovini. Nalazi se u zapadnom dijelu BiH, na rijeci Plivi u blizini Mrkonjić Grada i Jajca.

## Povijest
U Jezeru je postojao jedan od najstarijih franjevačkih samostana u BiH. Osmanlije su jezerski samostan porušile nakon osvojenja. Od svog je miraza kraljica Katarina Kosača u Jezeru podigla katoličku crkvu sv. Jurja „koju diže Juraj Vojsalić-Hrvatinić“.
Općina je nastala nakon Rata u Bosni i Hercegovini od prijeratne općine Jajce. 

## Stanovništvo
| Stanovništvo općine Jezero |               |
| godina popisa              | 2013.         |
| Srbi                       | 841 (73,51 %) |
| Bošnjaci                   | 287 (25,09 %) |
| Hrvati                     | 11 (0,96 %)   |
| ostali i nepoznato         | 5 (0,44 %)    |
| ukupno                     | 1144          |

| Jezero – naseljeno mjesto |               |
| godina popisa             | 2013.         |
| Srbi                      | 360 (61,96 %) |
| Bošnjaci                  | 213 (36,66 %) |
| Hrvati                    | 4 (0,69 %)    |
| ostali i nepoznato        | 4 (0,69 %)    |
| ukupno                    | 581           |

## Naseljena mjesta
Općinu Jezero sačinjavaju sljedeća naseljena mjesta:
Barevo, 
Borci, 
Bravnice,  
Čerkazovići, 
Drenov Do, 
Đumezlije, 
Jezero,
Kovačevac, 
Ljoljići, 
Perućica i 
Prisoje.
Navedena naseljena mjesta su do potpisivanja Daytonskog mirovnog sporazuma bila u sastavu općine Jajce koja je ušla u sastav Federacije BiH.

## Vanjske poveznice
- Službene stranice